# Champagne (pel·lícula)
Champagne és una pel·lícula britànica muda dirigida per Alfred Hitchcock, estrenada el 1928.

## Argument
Un magnat americà que ha fet la seva fortuna amb el xampany, té una filla rebel, Betty. Fullejant el diari s'assabenta que fa servir el seu avió per volar, naturalment contra el desig del pare, fins al noi de qui està enamorada, Jean, que es troba a bord d'un transatlàntic direcció a França.
L'arribada de la pretendent sobre el vaixell és un vertader esdeveniment: tots els passatgers corren a gaudir de l'actuació. Betty és rebuda com una heroïna. Sopa sola per què el jove pateix del mal de mar i és acompanyada a la taula per un cortès home madur. Rep després una telegrama del pare que defineix el seu enamorat " una caçador de dots". Per tota resposta Betty informa Jean d'haver acordat amb el capità del vaixell per què els casi però Jean no vol aprofitar la situació i no consenteix.
El vaixell atraca a Cherbourg i l'exprés els porta a París. S'hi uneix també el pare de Betty que anuncia una notícia dramàtica: la fortuna de família ha estat escombrada per un crac de la Bossa. Jean s'allunya després d'haver sabut de la pèrdua de la seva fortuna i el pare veu en això la prova que el noi solament és atret pels diners.

## Repartiment
- Betty Balfour:  Betty
- Gordon Harker:  Mark, pare de Betty
- Jean Bradin:  El noi
- Ferdinand von Alten:  L'home
- Fanny Wright

## Al voltant de la pel·lícula
- Per a una escena que dona un punt de vista a través d'una copa de xampany, ha estat utilitzat un got gegant, per tenir una posada a punt correcta.
- A Hitchcock li agradava el gag del borratxo titubejant, que és l'únic que camina dret durant la tempesta.

## Producció
La pel·lícula va ser produïda per John Maxwell per la British International Pictures; va ser distribuïda per Wardour.